# Прядино
Прядино — деревня в Шекснинском районе Вологодской области.
Входит в состав сельского поселения Сиземского, с точки зрения административно-территориального деления — в Сиземский сельсовет.
Расстояние до районного центра Шексны по автодороге — 35,3 км, до центра муниципального образования Чаромского по прямой — 9 км. Ближайшие населённые пункты — Саунино, Киселево, Большой Овинец, Зверинец, Копылово.
По переписи 2002 года население — 21 человек (10 мужчин, 11 женщин). Всё население — русские.